# Tanaoneura ashmeadi
Tanaoneura ashmeadi is een vliesvleugelig insect uit de familie Tanaostigmatidae. De wetenschappelijke naam is voor het eerst geldig gepubliceerd in 1897 door Howard.